# UPM Paso de los Toros
UPM Paso de los Toros (también llamada UPM 2) es la segunda planta de UPM-Kymmene en Uruguay, ubicada en el departamento de Durazno. Es la mayor planta de pasta de celulosa del país. Se encuentra a orillas del Río Negro, en las cercanías del pueblo Centenario y Paso de los Toros.
La inauguración oficial tuvo lugar el 6 de junio de 2023. Sin embargo, las operaciones comenzaron en abril del mismo año, tras la obtención de la Autorización Ambiental de Operaciones emitida por el Ministerio de Ambiente, un requisito normativo para el inicio de actividades.

## Antecedentes
En julio de 2016, representantes de UPM y el gobierno de Tabaré Vázquez anunciaron el inicio de conversaciones sobre requerimientos para el crecimiento de la empresa en el país, incluyendo el desarrollo de infraestructura nacional. En noviembre de 2017, ambas partes firmaron un contrato de inversión que establecía roles, compromisos y plazos para ambas partes, así como aspectos relevantes a ser acordados antes de la decisión final de invertir en una planta de celulosa por parte de UPM.

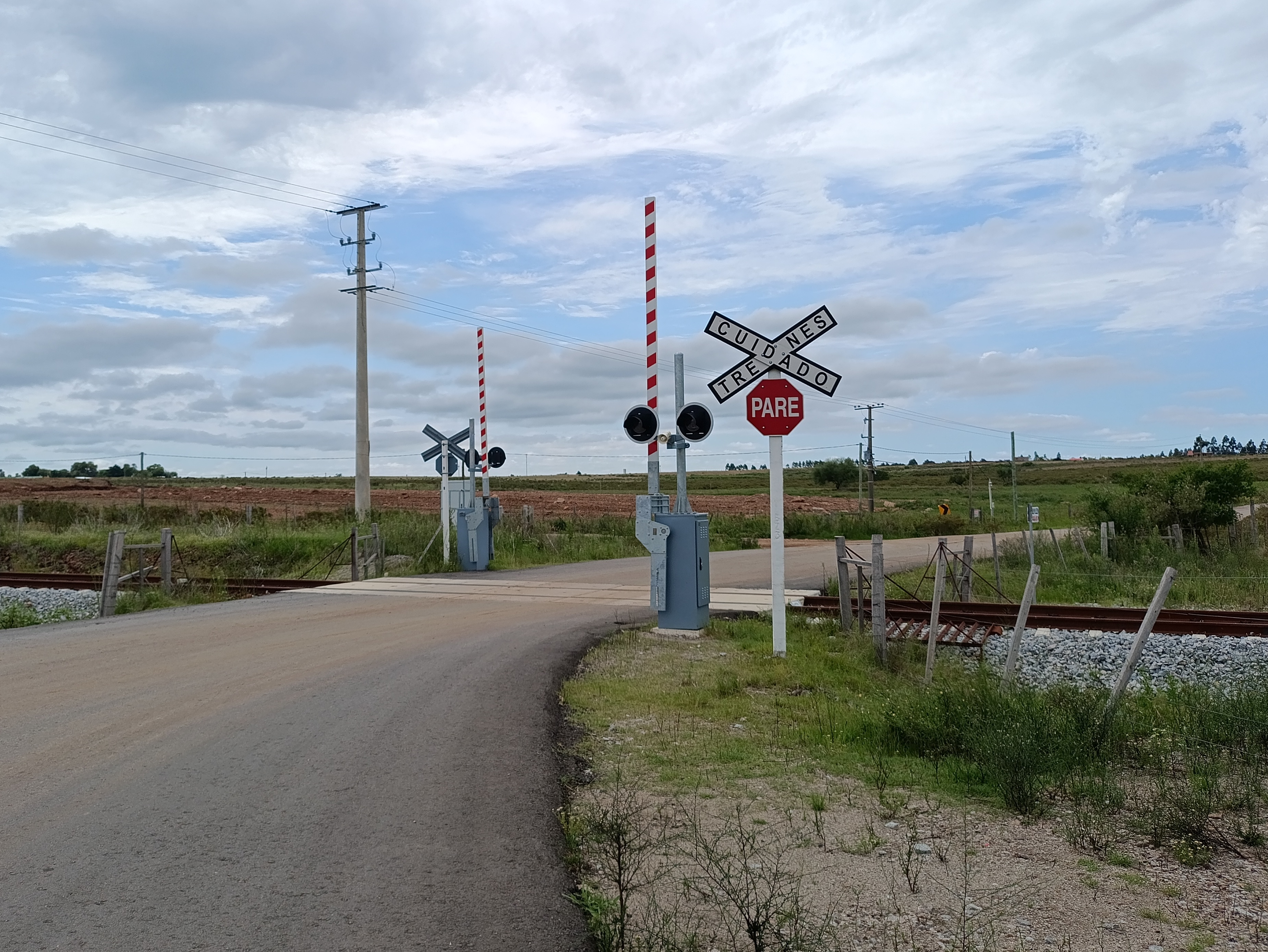
Uno de los cruces ferroviarios del tren de la planta en pueblo Centenario.

El gobierno se comprometió a desarrollar la red ferroviaria y de carreteras en el interior del país y a promover la concesión de una terminal especializada en celulosa en el puerto de Montevideo con acceso ferroviario. También se comprometió a otorgar una zona franca y a invertir en infraestructura y desarrollo de recursos humanos en la zona en donde se ubicaría la fábrica. Por su parte, UPM aseguró que llevaría a cabo estudios de pre-ingeniería y procesos de autorización para una planta de celulosa con una capacidad anual de alrededor de 2 millones de toneladas de celulosa de eucalyptus en la cuenca del Río Negro.
Finalmente, en julio de 2019, la empresa comunicó que invertiría 2700 millones de dólares en la construcción de la nueva planta ubicada en el departamento de Durazno. El inicio de funcionamiento de la fábrica estaba programado para la segunda mitad del año 2022.

## Construcción de la planta
En abril de 2020 comenzaron las obras de construcción. Previamente comenzaron las obras de caminería y de construcción de viviendas para trabajadores de la planta.Durante 2022, fallecieron 3 obreros en la construcción de la planta así como otras 3 personas vinculadas al trabajo en torno a la fábrica.
En marzo de 2023, el Ministerio de Ambiente aprobó el Plan de Gestión Ambiental de Operación de UPM, requerido para conseguir el permiso ambiental necesario para funcionar (llamado Autorización Ambiental de Operaciones). La empresa obtuvo la autorización final de operación en el mes de abril y la planta comenzó a operar. En octubre de 2022 ya había sido inaugurada la terminal especializada en el puerto de Montevideo. La inversión total fue de 3.470 millones de dólares.

### Apertura
En junio de 2023, fue inaugurada oficialmente la nueva planta de UPM, con presencia del presidente Luis Lacalle Pou y otras autoridades aunque, debido al atraso de las obras del Ferrocarril Central, los traslados se hacían mediante camiones principalmente por la Ruta 5.

## Controversias
Al iniciar el gobierno de Lacalle Pou, el senador Manini Ríos, integrante de la coalición gobernante, presionó públicamente para que se revisara el contrato que el gobierno anterior firmó con UPM para la instalación de una nueva planta de celulosa. “Hay cláusulas de ese contrato que hay que revisarlas porque fueron firmadas en términos leoninos, muy duros para nuestro país”, afirmó. Luis Alberto Heber, en ese entonces titular del Ministerio de Transporte y Obras Públicas, coincidió con el legislador en declaraciones públicas afirmando que había cláusulas inaceptables en el contrato aunque ya estuviera firmado.
A fines de marzo de 2020, figuras públicas que se oponían al proyecto y el Movimiento por un Uruguay Sustentable (Movus) presionaron para que el nuevo gobierno aplicara el artículo 7 del contrato en el que se habilita a las partes a suspender o renegociar el contrato en caso de una emergencia nacional. Al no obtener una respuesta pese a que, durante la campaña electoral, Lacalle Pou había manifestado su voluntad de renegociar todo lo que fuera posible del contenido del contrato, el entonces diputado de Cabildo Abierto Eduardo Lust promovió un llamado a sala de 4 ministros.Luego, en el mes de julio, presentó una denuncia contra Tabaré Vázquez y su gabinete ante la Fiscalía General de la Nación por la forma en que fue negociado el acuerdo con UPM.
En noviembre de 2020, la Justicia hizo lugar a un recurso de amparo presentado por Movus, que reclamaba la suspensión de las obras de UPM Paso de los Toros, por entender que la empresa no cumplió con sus obligaciones. “No existen precedentes de una acción de estas características ante la Justicia, pero tampoco tiene precedentes en nuestro país que una empresa, a cargo de un proyecto de esta envergadura, que debió presentar un estudio completo de impacto ambiental, no cumpla con sus condiciones”, señalaba el escrito presentado. Según Movus, la empresa presentaba sistemáticamente estudios ambientales incompletos de manera de cumplir con los plazos.
La planta suma unas 15 sanciones y advertencias por distintos motivos. La más controversial, de diciembre de 2023, se debió al vertido de soda cáustica en un arroyo.

### Impacto ambiental

#### Incumplimientos en calidad del aire
Un informe del Ministerio de Ambiente publicado en diciembre de 2024 detectó 62 superaciones de los niveles permitidos de compuestos de azufre reducidos (TRS, por sus siglas en inglés) en tres estaciones de monitoreo (Centenario, Paso de los Toros y El Cencerro) entre abril de 2023 y abril de 2024. Estas excedencias, vinculadas a venteos de gases durante contingencias operativas, generaron olores molestos en zonas pobladas, aunque el ministerio descartó riesgos para la salud al no superarse umbrales críticos. No obstante, la comunidad local cuestionó la falta de estudios epidemiológicos previos para evaluar impactos a largo plazo.
El informe también reveló incumplimientos en los niveles horarios de dióxido de nitrógeno (NO₂), superando los límites establecidos en la Autorización Ambiental Previa. Si bien las causas no se asociaron directamente a la planta, persistieron dudas sobre su origen.

#### Sanciones y derrames
Durante su fase de construcción y operación, UPM2 acumuló 11 sanciones ambientales (3 en trámite a diciembre de 2024), incluyendo multas por:
- Derrames de soda cáustica en el arroyo Sauce (2023) y el río Negro (julio de 2024), que afectaron la fauna acuática.
- Superaciones de caudal en efluentes y niveles de amonio y clorato.
- Excedencias de dióxido de azufre (SO₂) en una caldera auxiliar.

#### Reclamos comunitarios
Vecinos de Paso de los Toros y Rincón del Bonete reportaron episodios recurrentes de olores asociados a los TRS, perceptibles incluso en concentraciones bajas (0,7 µg/m³). El Ministerio atribuyó estos eventos a condiciones meteorológicas específicas, aunque admitió su vinculación con operaciones excepcionales de la planta.

#### Respuesta institucional
La Comisión de Seguimiento —integrada por el Ministerio de Ambiente, la empresa y actores locales— monitorea el desempeño del proyecto. UPM sostiene que cumple con los parámetros de la OMS y destacó 18 inspecciones ambientales sin hallazgos graves. Marcelo Cardozo, vocero de la empresa, afirmó que los resultados están "dentro de lo esperable para un proyecto en fase inicial".